# Clemente Lococo (hijo)
Clemente Lococo (hijo) fue un coleccionista y pintor que nació en Buenos Aires, Argentina en 1915 y falleció el 3 de enero  de 2000 en Buenos Aires, Argentina a los 84 años de edad. Era hijo del empresario teatral y cinematográfico Clemente Lococo.

## Su relación con el arte
Lococo hijo se ocupó de la publicidad y la decoración de los cines y teatros que explotaba la empresa familiar fundada por su padre y que llegó a presidir.  Se recuerda que en ocasión de estrenarse la revista "Fiesta en Japón" iluminó la Avenida Corrientes con cientos de farolitos nipones y perfumó la cuadra con fragancias orientales. Aplicó su imaginación y su profunda vena artística a las marquesinas. Sus dos amores fueron siempre el cine y la pintura.
A los 29 años comenzó a pintar y estudió con David Heynemann a través de quien conoció y se codeó con maestros como Eliseo Cioppini, Gastón Jarry, Cleto Ciochini y Armando Repetto. Su primera muestra fue en la Galería Müller en 1953 presentó su primera muestra, en la galería Müller, también en Nueva York y Texas, y en 1969 en la Galería Jack Misrachi, de México. Viajó por el mundo siempre acompañado por su paleta y su pincel, para pintar sus paisajes, figurativos, y para sus naturalezas "estáticas" o "quietas" (que prefería no llamar muertas).
Sus cuadros también llegaron, entre otros lugares, a San Pablo, Brasil, a la galería La Pinacoteca, de Barcelona y recibieron los primeros premios en el Primer Salón Anual de San Fernando y en el XI Salón de Marinistas del Centro Naval de Buenos Aires. 
Realizó más de medio centenar de muestras individuales y colectivas en Argentina, España, Estados Unidos, México, Uruguay, Brasil. El Museo Castagnino, de Rosario, el Museo de Bellas Artes de Córdoba y otras entidades culturales adquirieron obras de su autoría. Para Benito Quinquela Martín su línea era "neoimpresionista".
Poseía una gran colección de obras de arte, por lo general compradas a los mismos autores, dadas sus muchas amistades en el ambiente artístico.
Al tiempo de fallecer el 3 de enero de 2000 estaba casado con Ana María Calvente y tuvo cuatro hijos y siete nietos.